# 格拉齐亚诺·佩莱
格拉齊亞諾·佩萊（義大利語：Graziano Pellè，1985年7月15日—）是一位意大利足球運動員，在場上的位置是前鋒。曾代表意大利國家足球隊參加國際比賽。

## 生平

### 球會
出生於意大利東南部萊切省的小鎮，順理成章地在當地球會萊切受訓。但在效力期間，上陣機會寥寥，並先後被外借往其他球會。
2007年遠赴荷蘭加盟荷甲球會AZ阿爾克馬爾。這是個正確的決定，因為在此球會獲得重用，並獲得了2008-09年球季荷甲聯賽冠軍。
2011年重返意甲加盟帕爾馬，但未能獲得重用；一季後重返荷甲，加盟飛燕諾，成為隊中主力。
2014年7月12日，英超球會南安普敦從荷甲飛燕諾簽入佩萊，合約為期三年，轉會費金額沒有公佈，其將會與早前從飛燕諾新加盟球會領隊朗奴·高文繼續合作。
2016年7月11日，中超球會山东鲁能泰山足球俱乐部與南安普敦達成協議簽入佩莱，轉會費金額為1,200万英鎊，当时山东鲁能正处于降级圈。

### 國家隊
由於在意甲不獲器重，長期在荷蘭聯賽打滾，要投身英超後，才於2014年獲意大利國家足球隊徵召出賽。

## 獎項
阿爾克馬爾
- 荷甲冠軍：2008-09

山東泰山
- 中國足協盃冠軍：2020[5]